# Fred Goodman
Fred Goodman ist ein US-amerikanischer Autor und freiberuflicher Journalist aus New York, der unter anderem im Rahmen seiner beruflichen Tätigkeit in dem Magazin Roling Stone sowie der New York Times publizierte. Als Autor von mehreren Büchern erlangte er mit The mansion on the hill : Dylan, Young, Geffen, Springsteen and the head-on collision of rock and commerce, welches von der New York Times als eines der lesenswertesten Bücher des Jahres 1997 besprochen wurde, eine größere Bekanntheit innerhalb der musikalisch interessierten Leserschaft.

## Bibliografie (Auswahl)
- Rolling stone – the 100 greatest albums of the 80s, St. Martin's Press: Rolling Stone Press, 1990, ISBN 978-0-312-05148-8
- The mansion on the hill: rock's billion dollar journey from Bohemia, Times Books, 1996, ISBN 978-0-8129-2113-7
- The mansion on the hill: Dylan, Young, Geffen, Springsteen and the head-on collision of rock and commerce, 2003, Pimlico,  London, ISBN 978-0-7126-4562-1
- The secret city: Woodlawn Cemetery and the buried history of New York, Broadway Books, 2004, ISBN 978-0-7679-0647-0
- Fortune's fool: Edgar Bronfman, Jr., Warner Music, and an industry in crisis, Simon & Schuster, 2014, ISBN 978-0-7432-6999-5
- Allen Klein: the man who bailed out the Beatles, made the Stones, and transformed rock & roll, Houghton Mifflin Harcourt, 2016, ISBN 978-0-544-70501-2
- Why Lhasa De Sela matters, University of Texas Press, 2019, ISBN 978-1-4773-1962-8
- Rock on film: the movies that rocked the big screen, Running Press, 2022, ISBN 978-0-7624-7843-9